# Carl-Erik Boström
Karl Erik (Carl-Erik) Gustaf Boström, född 20 juni 1923 i Spånga, Stockholms län, död 6 september 2009 i Överjärna, Stockholms län, var en svensk skådespelare och teaterproducent.

## Biografi
Boström skickades som sjuttonåring av föräldrarna till Skåne för att gå agronomutbildning, men teaterintresset gjorde att han återvände till Stockholm för att ta teaterlektioner. 1944 antogs han vid Malmö Stadsteaters elevskola. Han blev kvar vid stadsteatern till 1953, då han anställdes vid Helsingborgs stadsteater. Därefter engagerades han 1957 vid Folkteatern i Göteborg innan han 1959 anställdes vid Riksteatern. Senare kom han att intressera sig mer för producentyrket och under sin karriär producerade han omkring 150 uppsättningar för Riksteatern. Hans sista roll var i Riksteaterns uppsättning av Henrik Ibsens Byggmästare Solness 1991.
I slutet av 1980-talet köpte han en gård i Hölö, där han höll höns och angoragetter. 
Han var först gift med skådespelaren Berit Gustafsson från 1949. Äktenskapet slutade i skilsmässa. Han gifte om sig 1973 med Kerstin Aurell.

## Filmografi
| År   | Roll       | Produktion                 | Noter    |
| ---- | ---------- | -------------------------- | -------- |
| 1965 | En advokat | Salta gubbar och sextanter |          |
| 1975 |            | Sally                      | Kortfilm |

## Teater

### Roller (ej komplett)
| År   | Roll                      | Produktion                                                  | Regi                | Teater                   |
| ---- | ------------------------- | ----------------------------------------------------------- | ------------------- | ------------------------ |
| 1944 |                           | Jorden runt på 80 dagar Jules Verne                         | Alf Henrikson       | Malmö Stadsteater        |
| 1945 | En ficktjuv               | Cyrano de Bergerac Edmond Rostand                           | Sandro Malmquist    | Malmö Stadsteater        |
| 1945 |                           | Hamlet William Shakespeare                                  | Sandro Malmquist    | Malmö Stadsteater        |
| 1946 |                           | Sankta Johanna George Bernard Shaw                          | Sandro Malmquist    | Malmö Stadsteater        |
| 1947 |                           | Bortom horisonten Eugene O'Neill                            | Stig Torsslow       | Malmö Stadsteater        |
| 1948 |                           | Antigone Jean Anouilh                                       | Stig Torsslow       | Malmö Stadsteater        |
| 1948 |                           | Kalifens son Axel Strindberg                                | Gösta Folke         | Malmö Stadsteater        |
| 1948 |                           | Vår lilla stad Thornton Wilder                              | Gösta Folke         | Malmö Stadsteater        |
| 1948 |                           | Radiobragden Charlotte B. Chorpenning                       | Georg Årlin         | Malmö Stadsteater        |
| 1948 |                           | Fadren August Strindberg                                    | Anders Frithiof     | Malmö Stadsteater        |
| 1948 |                           | Streber Stig Dagerman                                       | Bengt Ekerot        | Malmö Stadsteater        |
| 1948 |                           | Lycko-Pers resa August Strindberg                           | Gösta Folke         | Malmö Stadsteater        |
| 1948 |                           | Drömmarnas berg Maxwell Anderson                            | Gösta Folke         | Malmö Stadsteater        |
| 1949 |                           | Gustav Vasa August Strindberg                               | Gösta Folke         | Malmö Stadsteater        |
| 1949 |                           | Linje lusta Tennessee Williams                              | Stig Torsslow       | Malmö Stadsteater        |
| 1949 |                           | Doktor Knock eller Läkarkonstens triumf Jules Romains       | Georg Årlin         | Malmö Stadsteater        |
| 1949 |                           | Hans nåds testamente Hjalmar Bergman                        | Stig Torsslow       | Malmö Stadsteater        |
| 1949 |                           | Marius Marcel Pagnol                                        | Bengt Ekerot        | Malmö Stadsteater        |
| 1949 |                           | Mycket väsen för ingenting William Shakespeare              | Stig Torsslow       | Malmö Stadsteater        |
| 1949 |                           | Skattkammarön Robert Louis Stevenson                        | Arne Lydén          | Malmö Stadsteater        |
| 1950 |                           | Tre systrar Anton Tjechov                                   | Bengt Ekerot        | Malmö Stadsteater        |
| 1950 |                           | I telefon Victoria Benedictsson                             | Gunnar Ekström      | Malmö Stadsteater        |
| 1950 |                           | Brända tomten August Strindberg                             | Gösta Folke         | Malmö Stadsteater        |
| 1950 |                           | Huckleberry Finns äventyr Mark Twain                        | Nils Leijon         | Malmö Stadsteater        |
| 1950 |                           | Midsommardröm i fattighuset Pär Lagerkvist                  | Gunnar Ekström      | Malmö Stadsteater        |
| 1950 |                           | Clérambard Marcel Aymé                                      | Gösta Folke         | Malmö Stadsteater        |
| 1950 |                           | Konungen Pär Lagerkvist                                     | Lars-Levi Læstadius | Malmö Stadsteater        |
| 1950 |                           | Kungens paket Staffan Tjerneld                              | Mats Johansson      | Malmö Stadsteater        |
| 1951 |                           | Vi tre debutera Herbert Grevenius                           | Mats Johansson      | Malmö Stadsteater        |
| 1951 |                           | Radiobragden Charlotte B. Chorpenning                       | Georg Årlin         | Malmö Stadsteater        |
| 1951 |                           | Å, en sån dag! Dodie Smith                                  | Gunnar Ekström      | Malmö Stadsteater        |
| 1952 |                           | Hederligt folk Paul Vincent Carroll                         | Mats Johansson      | Malmö Stadsteater        |
| 1952 |                           | Othello William Shakespeare                                 | Lars-Levi Læstadius | Malmö Stadsteater        |
| 1952 |                           | Kärlekens narrar Leck Fischer                               | Gunnar Ekström      | Malmö Stadsteater        |
| 1952 |                           | Greve Öderland Max Frisch                                   | Lars-Levi Læstadius | Malmö Stadsteater        |
| 1953 |                           | Som ni behagar William Shakespeare                          | Lars-Levi Læstadius | Malmö Stadsteater        |
| 1953 |                           | Av hjärtans lust Karl Ragnar Gierow                         | Gunnar Ekström      | Malmö Stadsteater        |
| 1953 | Polisen                   | Drömflickan Elmer Rice                                      | Johan Falck         | Helsingborgs stadsteater |
| 1953 | Bo Swedenhielm            | Swedenhielms Hjalmar Bergman                                | Johan Falck         | Helsingborgs stadsteater |
| 1953 | Bertoldo                  | Henrik IV Luigi Pirandello                                  | Johan Falck         | Helsingborgs stadsteater |
| 1953 | Lawrence                  | Hustruleken Louis Verneuil                                  | Gösta Cederlund     | Helsingborgs stadsteater |
| 1954 | Hans                      | Mästerkatten i stövlar Hans Werner                          | Willy Keidser       | Helsingborgs stadsteater |
| 1954 | Ferdinand                 | Stormen William Shakespeare                                 | Johan Falck         | Helsingborgs stadsteater |
| 1954 | Ung man                   | Kanske en diktare Ragnar Josephson                          | Gunnar Ekström      | Helsingborgs stadsteater |
| 1954 | Al                        | The och sympati Robert Anderson                             | Gunnar Ekström      | Helsingborgs stadsteater |
| 1954 | Bill Tremaine             | Kärlek eller pengar F. Hugh Herbert                         | Johan Falck         | Helsingborgs stadsteater |
| 1954 | Robert                    | Oh, mein Papa! Paul Burkhard, Jürg Amstein, Robert Gilbert  | Åke Engfeldt        | Helsingborgs stadsteater |
| 1955 | Franz Anton von Steinberg | Kristina August Strindberg                                  | Johan Falck         | Helsingborgs stadsteater |
| 1955 | Georg Gibbs               | Vår lilla stad Thornton Wilder                              | Erik Berglund       | Helsingborgs stadsteater |
| 1955 | Chevalier Corso           | Madame Sans-Gêne Victorien Sardou och Émile Moreau          | Johan Falck         | Helsingborgs stadsteater |
| 1955 | Gordon                    | Fyrtal                                                      | Åke Engfeldt        | Helsingborgs stadsteater |
| 1955 | Första herrn              | Mayerlingdramat Maxwell Anderson                            | Johan Falck         | Helsingborgs stadsteater |
| 1955 | Sakini                    | Thehuset Augustimånen John Patrick                          | Stig Olin           | Helsingborgs stadsteater |
| 1956 | Mourier                   | Gröna fracken Gaston Arman de Caillavet och Robert de Flers | Johan Falck         | Helsingborgs stadsteater |
| 1956 | En ingenjör               | Drottningen och rebellerna Ugo Betti                        | Leo Golowin         | Helsingborgs stadsteater |
| 1956 | Sekreteraren Gaston       | Toreadorvalsen Jean Anouilh                                 | Johan Falck         | Helsingborgs stadsteater |
| 1957 | Charley Wykeham           | Charleys tant Brandon Thomas                                | Leo Golowin         | Helsingborgs stadsteater |
| 1957 | Nyter                     | Barberaren i Sevilla Pierre de Beaumarchais                 | Johan Falck         | Helsingborgs stadsteater |
| 1957 | Bror Risberg              | Ett brott Sigfrid Siwertz                                   | Johan Falck         | Helsingborgs stadsteater |
| 1957 | Miguel                    | Markisinnan Noël Coward                                     | Gunnar Ekström      | Helsingborgs stadsteater |
| 1957 | Jeremy Warrender          | Spindelnätet Agatha Christie                                | Eva Sköld           | Helsingborgs stadsteater |
| 1958 | En utropare               | Hjälten på den gröna ön John Millington Synge               | Mats Johansson      | Folkteatern, Göteborg    |
| 1960 | Lysander                  | En midsommarnattsdröm William Shakespeare                   | Sandro Malmquist    | Riksteatern              |
| 1968 |                           | Bortom horisonten Eugene O'Neill                            | Stig Torsslow       | Malmö Stadsteater        |